# Quilly, Loire-Atlantique
Quilly är en kommun i departementet Loire-Atlantique i regionen Pays de la Loire i nordvästra Frankrike. Kommunen ligger i kantonen Savenay som tillhör arrondissementet Saint-Nazaire. År 2022 hade Quilly 1 541 invånare.

## Befolkningsutveckling
Antalet invånare i kommunen Quilly
| Referens: INSEE |